# Chalcophyma
Chalcophyma is een geslacht van kevers uit de familie bladkevers (Chrysomelidae).
De wetenschappelijke naam van het geslacht werd in 1865 gepubliceerd door Joseph Sugar Baly.

## Soorten
- Chalcophyma harrilena Bechyne, 1983
- Chalcophyma lassia Bechyne, 1983
- Chalcophyma leda Bechyne, 1983
- Chalcophyma tabajara Bechyne, 1983